# 6244 Okamoto
A 6244 Okamoto (ideiglenes jelöléssel 1990 QF) a Naprendszer kisbolygóövében található aszteroida. Tsutomu Seki fedezte fel 1990. augusztus 20-án.